# 전인배
전인배(1963년 6월 14일 ~ )는 한국의 남자 성우다. 1992년 KBS 23기 공채 성우로 데뷔했다.

## 출연 작품

### 외화

#### 드라마
- 나치 영국 지부 SS-GB(KBS) - 메이휴 대령(제이슨 플레밍)
- 닥터후(KBS) - 파머(시즌 7) / 블루 대위(마이클 스마일리,시즌 8) / 대령(에벤 영,시즌 10)
- 대마법사 멀린(KBS) - 콘웰 경(토머스 로키어) / 가웨인(세바스티앙 로셰)
- 대지진 10.5(KBS) - 내무장관(브라이언 마킨슨)
- 디셉션(KBS) - 바츠(로버트 셀라) / 윅스(조지 서지) / 대닉(대니 버스타인)
- 리썰 웨폰(KBS) - 바튼(스콧 윌리엄 윈터스) / 기디온(맷 패스모어)
- 삼국지(KBS) - 장료
- 슈퍼 볼케이노 (KBS) - 밥(가윈 샌포드)
- 셜록(KBS) - 레스트레이드(루퍼트 그레이브즈)
- 토치우드 시즌 4(KBS) - 킬러
- 언더커버 (KBS) - 브라이트먼(데렉 리들)
- 폴링스카이 (KBS) - 클레이튼(헨리 처니)
- 커맨더 인 치프(KBS) - 켄(마크 고메즈)
- 아카풀코 해변수사대(SBS) - 마르코스(랜디 바스퀘즈)
- 스타는 괴로워(KBS)
- 탐정 몽크(KBS)
- 고스트 앤 크라임(KNN)

#### 영화
- 7월 4일생(KBS) - 소령(존 게츠)
- 글래디에이터(SBS) - 키케로(토미 플래너건)
- 너티 프로페서 (SBS) - 클럽 흑인(데이브 셔펠)
- 늑대와 춤을(SBS) - 머리에 부는 바람 (로드니 A. 그랜트)
- 더 도어(KBS) - 폴(스테판 캄프비스)
- 대부 3(SBS) - 도미닉(돈 노벨로) / 쌍둥이 경호원(로게리오 미란다) / 자자의 부하(릭 아빌스)
- 대사건(KBS) - 장춘의 부하(황지위) / 헌제의 동료(강극성) / 경찰(곽옥강)
- 라이어 라이어(KBS) - 경찰(스티븐 제임스 카버)
- 러브 스토리(KBS) - 올리버의 친구(존 메렌스키)
- 러브 체인지(KBS) - 이라
- 레옹(KBS) - 스탠의 부하(윌리 원 블러드)
- 로마의 휴일(97년 더빙판/KBS) - 기자(스티브 하우스) / 시장 상인
- 리멤버 타이탄(KBS) - 버즈
- 마스크(SBS) - 경찰(조셉 알피에리)
- 미이라(KBS) - 헨더슨(스티븐 던햄)
- 미이라2(KBS) - 자크(조 딕슨)
- 마이 러브(KBS) - 도나토
- 마운틴 패트롤(KBS) - 가위
- 몬스터 볼(KBS) - 스미스(앤서니 빈)
- 묵시록 코드(KBS) - 헌터(알렉세이 세레브랴코프)
- 미믹(KBS) - 연구부원
- 벤허(SBS) - 스핀소
- 병 속에 든 편지(KBS) - 조니의 친구(로버트 소베어 탈로) / 타자기 수리공(저스틴 디페고)
- 비투스(KBS) - 교사(아드리안 퍼러)
- 분노의 질주: 더 오리지널(KBS) - 벤 요원 (쉬어 윙햄)
- 비각칠 2(SBS) - 경찰
- 사랑의 블랙홀(KBS) - 프레드(마이클 섀넌) 외
- 소공녀(KBS) - 환자(모튼 로리)
- 쇼생크 탈출(SBS) - 간수(폴 매크레인)
- 스콜피온(KBS) - 마티아
- 스타쉽 트루퍼스(KBS) - 왓킨스 (세스 길리엄)
- 스트리트 나이트(SBS) - 경찰(그레고리 슈마워스)
- 신투차세대(KBS) - 소도
- 아나콘다(KBS) - 캐일 (에릭 스톨츠)
- 아문센(KBS) - 소장, 빈터호프
- 아비정전(KBS) - 바람둥이 남자(디날로 안투네스)
- 어거스트 러시(KBS) - 운전 기사(자말 조셉)
- 에너미 오브 스테이트(KBS) - 제이미(제이미 케네디)
- 에린 브로코비치(KBS) - 폴(조 크레스트) / 상대편 변호사(팻 스키퍼) / 사무실 직원 / 대학 교수 / 전화 목소리
- 엽문 2(KBS) - 나사부 (나망)
- 영광의 대가(KBS) - 레인
- 용형호제 2(KBS) - 아돌프의 부하(켄 굿맨)
- 월요일이 사라졌다(KBS) - 암살 요원(카메론 잭)
- 위 워 솔저스(SBS) - 프리먼(마크 매크래컨)
- 위험한 관계(KBS) - 아졸란(피터 카팔디)
- 이중 노출(KBS) - 리틀 주니어의 부하(알렌 K. 번스타인) / 변호사(에드워드 맥도날드)
- 잉글리쉬 페이션트(KBS) - 루퍼트
- 존 말코비치 되기(KBS) - 마틴(바이런 파이븐)
- 초연(KBS) - 사장
- 초콜릿(KBS) - 세르지(피터 스토메어)
- 친밀한 적(KBS) - 라시드(아브델하피드 메탈시) / 죄수(모하메드 펠라그)
- 캐스트 어웨이(KBS) - 제리 (크리스 노스)
- 캐치 미 이프 유 캔(SBS) - 얼(브라이언 하우) / 가짜 프랭크 / 호텔 직원 / 의사
- 코만도 - 쿠크(빌 듀크) / 엔리케(찰스 메쉬어크) / 경찰(짐 페인터)
- 쿵푸 허슬(KBS) - 짐꾼 청년(석행우) / 안경 쓴 남자(풍면항)
- 찟어진 커튼(KBS) - 프레디
- 행복한 날들(KBS) - 소부
- 허트 로커(KBS) - 부대 통신병(마크 베하르)
- K-19: 위도우메이커(KBS) - 폴리언스키(게릿 보랜)
- U-571(SBS) - 라슨(매슈 세틀)
- 동방삼협(SBS)
- 101마리 달마시안(KBS)
- 고인돌가족 플린스톤2(KBS)
- 까미유 끌로델(KBS)
- 라이딩 위드 보이즈(KBS)
- 랜드 앤 프리덤(KBS)
- 마이티 덕3(KBS)
- 못말리는 서스펙트(KBS)
- 백발마녀전2(KBS)
- 베른의 기적(SBS)
- 볼사리노2(KBS)
- 브랜단 & 트루디(KBS)
- 빌리 엘리어트(KBS)
- 속 비각칠 (SBS)
- 솔저(SBS)
- 스노우보더(SBS)
- 아트 오브 워(SBS)
- 압솔롬 탈출(KBS)
- 애꾸눈 론 선장(KBS)
- 업보(KBS)
- 오픈 유어 아이즈(KBS)
- 유니버셜 솔져(SBS)
- 이연걸의 흑협(SBS)
- 잠망경을 올려라(KBS)
- 제5원소(SBS)
- 주니어(KBS)
- 죽음의 터널(KBS)
- 지옥의 묵시록 : 리덕스(KBS)
- 천장지구2(KBS)
- 킬러가 보낸 편지(KBS)
- 페이스 오프(KBS)
- 폭풍의 월요일(KBS)
- 프리 머니(KBS)
- 화소도(KBS)
- 흑협2(KBS)
- 히 갓 게임(SBS)
- 헤라클레스(KBS)

### 애니메이션
- 리리카 SOS(KBS) - 케토(케트)
- 디지몬 어드벤쳐(KBS) - 메탈시드라몬
- 또또와 유령친구들 - 경찰
- 명탐정 코난(KBS2, 애니맥스) - 진, 쿠도 유사쿠(남건), 다카기 와타루(신형선)
- 바사라(KBS) - 키쿠 할아범
- 사이보그 009(애니맥스) - 004(알베르트 하인리히)
- 슈퍼K(MBC) - 그라산, 카메란, 슈퍼K
- 요리킹 조리킹(KBS) - 푸카룡, 마초
- 우정의 그라운드(KBS) - 와타나베, 지오바니, 청소년 국가대표팀 코치, 일본 감독
- 원피스(KBS) - Mr.3, 라이스
- 컴퓨터 특공대(SBS) - 탱커
- 졸업 - 세일러 빅토리(애니맥스)
- 캡틴 테일러(SBS)
- 파워 디지몬(KBS)
- 무적용사 사자왕(투니버스)
- 말괄량이 삼총사(KBS)
- 무지개 요정 큐티하니(SBS)
- 바람의 전사(투니버스)
- 숲 속의 백설공주(SBS)
- 오거스(투니버스)
- 은하탐정 케인(SBS)

### 방송
- 시키면 한다! 약간 더 위험한 방송(코미디TV)

### 라디오 드라마

#### KBS
판타지 특급 (KBS 2라디오)
- 2001.07.01 ~ 2001.08.31 데로드 앤드 데블랑 (란데르트)
- 2001.04.09 ~ 2001.06.30 드래곤 라자 (운차이)

라디오 여행기 (KBS 3라디오) 
- 2005.04.10 ~ 2005.05.18 김 훈 <자전거 여행, 두 번째 이야기> (낭독)

소설극장 (KBS 3라디오) 
- 2006.10.08 ~ 2006.12.18 이정명 <뿌리 깊은 나무> (해설)
- 2010.01.06 ~ 2010.02.07 임철우 <그 섬에 가고 싶다> (해설)
- 2010.10.07 ~ 2010.11.13 박현욱 <아내가 결혼했다> (해설)

라디오 극장 (KBS 한민족 방송) 
- 2005.12.01 ~ 2005.12.31 권지예 <아름다운 지옥> (영문)
- 2006.10.01 ~ 2006.10.31 김성희 <길 위의 집> (윤기)
- 2008.09.01 ~ 2008.09.30 조창인 <등대지기> (재우)
- 2009.04.01 ~ 2009.04.30 이문열 <황제를 위하여> (정 처사)
- 2009.10.01 ~ 2009.10.31 현진건 <무영탑> (아사달)
- 2010.02.01 ~ 2010.02.28 박범신 <풀잎처럼 눕다> (도엽)
- 2010.11.01 ~ 2010.11.30 양귀자 <원미동 사람들> (최대리)
- 2012.01.01 ~ 2012.01.31 한수영 <플루토의 지붕> (삼촌)
- 2011.07.01 ~ 2011.07.31 권현숙 <루마니아의 연인> (명준)
- 2013.01.01 ~ 2013.01.31 김탁환 <허균, 최후의 19일> (허균)
- 2013.08.01 ~ 2013.08.31 주호민 <신과 함께 - 저승편> (진기한)

라디오 독서실 (KBS 2라디오)
- 2000.02.06 이인화 <시인의 별-채련기주석> (안현)
- 2000.05.21 조창인 <가시고기>	(아버지)
- 2000.06.11 홍상화 <어머니 마음> (나 / 해설)
- 2000.07.30 엄창섭 <황금색 발톱> (장옥식)
- 2000.09.10 이윤기 <두물머리> (해일)
- 2000.10.29 정  찬 <숨겨진 존재> (나 / 해설)
- 2000.11.26 한창훈 <춘희> (남편)
- 2001.02.18 이병천 <검은 달 흰 구름> (스승)
- 2001.03.25 유춘강 <결혼에 관한 가장 솔직한 검색> (그)
- 2001.06.24 정채봉 <스무살 어머니>, <그대 뒷모습> (나 / 해설)
- 2004.04.25 윤영수 <무대 뒤에서의 공연> (해설)
- 2004.10.24 토넬 울리치 <춤추는 탐정> (니크)
- 2005.01.09 반수연 <메모리얼 가든> (나 / 해설)
- 2008.01.06 이근삼 <국물 있사옵니다> (탱크)
- 2009.03.15 조해진 <그리고, 일주일> (영업사원)
- 2011.03.06 김  숨 <아무도 돌아오지 않는 밤> (해설)
- 2012.04.01 구효서 <이발소 거울> (나 / 해설)
- 2012.10.28 김인숙 <빈집> (남편)
- 2013.06.16 박완서 <아저씨의 훈장> (나)

KBS 무대 (KBS 한민족 방송)
- 1999.07.11 조용필에 관한 짧은 명상 (택시기사)
- 1999.10.17 바로 어제 같은 날들 (준식)
- 1999.11.14 무화과 나무 (아들)
- 2000.02.20 밤기차 (이민남)
- 2000.10.01 우리가 헤어질 때 (박우진)
- 2001.02.18 2박 3일의 행복 (김대우)
- 2001.06.10 새터장날 (태섭)
- 2002.01.20 강(江)의 저쪽 (오빠)
- 2002.02.03 나는 지금 705호 여자를 만나러 가야 한다 (김부장)
- 2002.03.03 꿈의 바다 (전대리)
- 2002.04.14 엄마의 바다 (남편)
- 2002.04.28 아내에게도 봄날은 있다 (쉼터)
- 2002.05.26 지성마트 4남매 (박서방)
- 2002.06.02 누가 할단새를 보았는가 (이영우)
- 2002.07.21 결혼 이야기 (권영웅)
- 2002.10.06 한심한 청춘 (오두식)
- 2003.05.18 봉수씨 연애사건 (봉수)
- 2003.06.08 파도 소리 (이경수)
- 2003.07.27 초록의자 (문기자)
- 2003.08.24 택시 블루스 (한강)
- 2004.03.21 내 나이 서른 아홉 (석구)
- 2004.05.16 문방구집 여자들 (용하)
- 2004.07.18 살아있는 자를 위하여 (정열)
- 2005.10.22 녹색 탁자가 있는 집 (한동진)
- 2007.02.10 백만 송이 장미를 위하여 (한기철)
- 2007.04.21 아버지의 강 (김현석)
- 2007.09.22 장돌뱅이 (두식)
- 2007.10.27 잉태 (덕칠)
- 2008.06.14 봄이 가기 전에 (윤철)
- 2008.08.16 평양 그리고 뉴욕 (지도원)
- 2008.12.20 매듭 (은곤)
- 2009.05.09 길을 잃다 (성태)
- 2012.07.14 방문객 (형식)
- 2012.10.27 천년송 (첫째)
- 2012.11.24 무진으로 가는 길 (현식)
- 2013.05.04 홍제원 여인 (채근형)
- 2013.06.15 층간소통 (정훈)
- 2013.07.27 고해 (윤선재)
- 2013.10.26 가족 (석호)
- 2013.12.28 7층 집 슬리퍼 (강팀장)
- 2014.02.08 프로이트 보고서 (의사)
- 2014.03.29 각광을 받다 (유지호)
- 2014.09.13 그림 바깥의 풍경 (박반장)

대한민국 경제실록 (KBS 1라디오)
- 2013.07.22 ~ 2013.09.13 제19화 국책사업, 그 빛과 그림자 (강동석)

#### TBS
입체낭독 라디오 문학관 (TBS)
- 2008.05.05 ~ 2008.05.09 톨스토이 <사람은 무엇으로 사는가>
- 2008.06.02 ~ 2008.06.06 기 드 모파상 <목걸이> (남자 / 보석상 주인)
- 2008.06.23 ~ 2008.06.27 김동인 <발가락이 닮았다> (T)
- 2008.09.22 ~ 2008.09.26 양귀자 <원미동 사람들>
- 2008.11.03 ~ 2008.11.07 김애란 <달려라 아비> (아버지 / 아버지의 아들 / 손님)
- 2008.12.08 ~ 2008.12.12 김연수 <달로 간 코미디언> (선배 / 남자)
- 2009.03.09 ~ 2009.03.13 이혜경 <틈새>
- 2009.07.13 ~ 2009.07.17 정하나 <의자>
- 2009.09.21 ~ 2009.09.25 이기호 <갈팡질팡하다 내 이럴줄 알았지>

## 수상 경력
- 신인 연기상(KBS) 1994.12.31
- 우수 연기상(KBS) 2006.12.22